# آوا (فصل ۱۷)
هفدهمین فصل از یک مسابقه نمایش استعدادیابی است که در ۲۳ دسامبر ۲۰۱۹ از شبکه ان‌بی‌سی پخش شد. در این فصل از مسابقه گوئن استفانی، کلی کلارکسون، بلیک شلتون و جان لجند به عنوان مربی و داور حضور داشتند.